# Majorana Calatabiano
La famiglia Majorana Calatabiano, originaria di Militello in Val di Catania, in provincia di Catania, si distinse nella vita politica e culturale non solo catanese, ma anche a livello nazionale, tra la seconda metà del XIX e la prima metà del XX secolo, dando i natali a giuristi, economisti, politici, accademici e scienziati di livello internazionale come Quirino e Ettore Majorana.
La famiglia vanta origini nobili antiche, come attestato dal Villabianca, che menziona tra i suoi membri Giovan Vito Majorana, investito della baronia di Villadimare nel 1640; Pietro Majorana, giudice delle appellazioni nel 1694; Vincenzo Majorana, governatore della Tavola nel 1712 e del Monte di Pietà nel 1719; Agostino Majorana, capitano di fanteria, senatore di Palermo nel 1758 e governatore del Monte di Pietà nel 1762; nonché Pietro Majorana e Lavaggi, marchese di Leonvago nel 1751.
Sussiste anche un ramo nobilitato della famiglia, che ha il titolo di barone della Nicchiara: maggior esponente del suddetto ramo fu Benedetto Majorana della Nicchiara, presidente della Regione Siciliana.

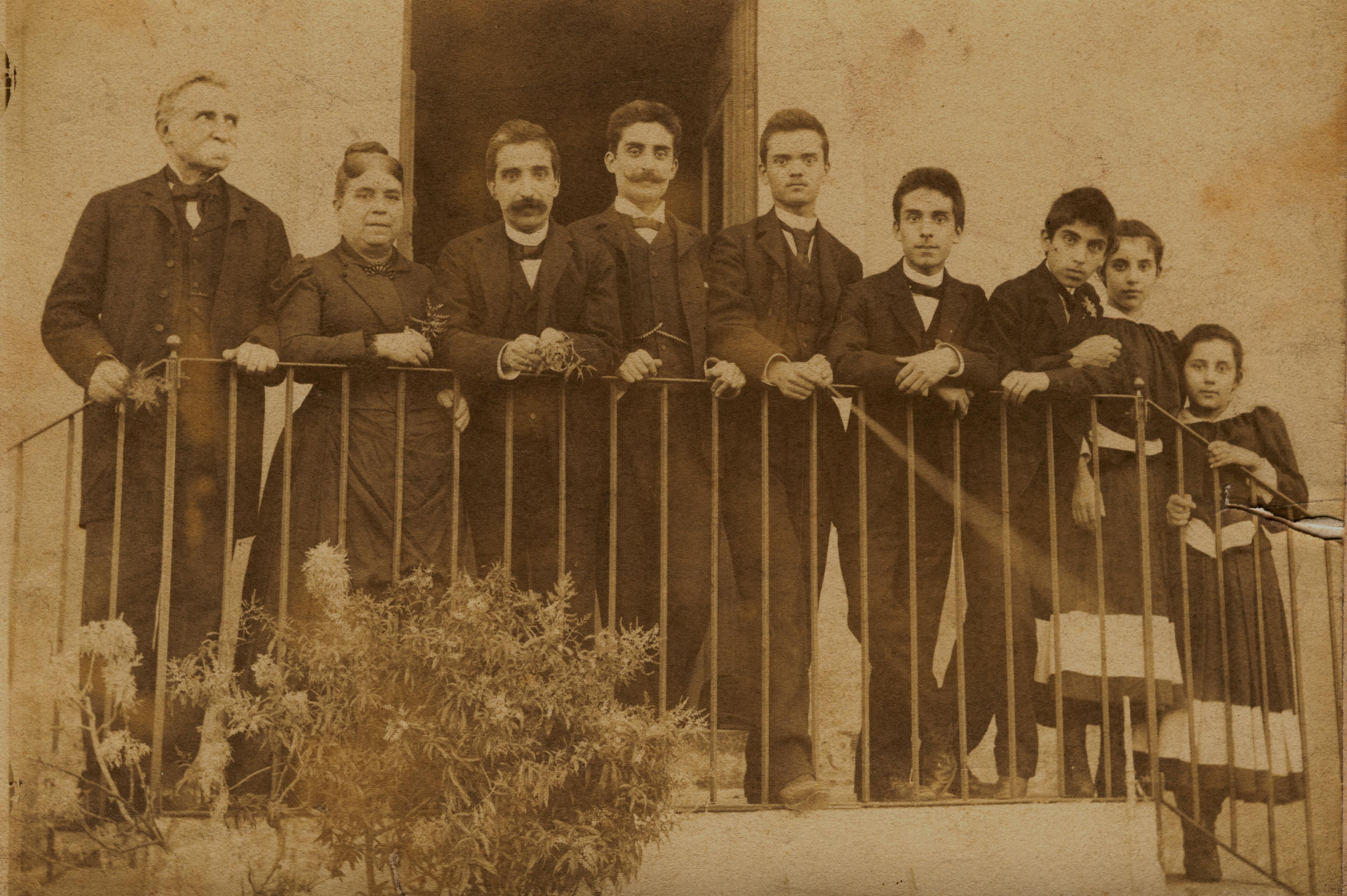
Il senatore Salvatore Majorana Calatabiano (1825-1897) con la moglie e i figli.

## Origine del cognome
La prima parte del cognome potrebbe derivare da "maggiorana", pianta aromatica, mentre la seconda parte discende dal toponimo di Calatabiano, città della valle dell'Alcantara situata in provincia di Catania, di antiche origini. Quest'ultimo toponimo è di chiara origine araba, derivando da قلعة, kalaat ("castello") e 'al Bîan, probabile nome proprio del signore locale.

## Personalità
Fra i molti appartenenti a questa famiglia, si ricordano in particolare:
- Salvatore Majorana Calatabiano (1825-1897), economista, politico, senatore del Regno d'Italia nella XIII legislatura;
- Giuseppe Majorana (1863-1940), figlio di Salvatore, statistico, economista, politico, rettore dell'Università di Catania;
- Angelo Majorana Calatabiano (1865-1910), figlio di Salvatore, giurista, politico, rettore dell'Università di Catania;
- Quirino Majorana (1871-1957), figlio di Salvatore, fisico sperimentale, presidente della Società italiana di Fisica;
- Dante Majorana (1874-1955), figlio di Salvatore, giurista, rettore dell'Università di Catania;
- Fabio Majorana (1875-1934), ingegnere, ispettore generale del Ministero delle telecomunicazioni;
- Ettore Majorana (1906-?), figlio di Fabio, fisico teorico, scomparso negli anni trenta e presunto morto negli anni cinquanta;
- Angelo Majorana (1910-2007), secondogenito di Dante, cugino di Ettore di cui era quattro anni più piccolo, psichiatra e psicologo.

## Albero genealogico
|  |  |                      |                      |                      |                      |                      |                      |  |  |                    |                    |                        |                    |                    |                    |  |  |                     |                     |                     |                     |                     |                     |  |  |                   |                   | Salvatore (1825-1897) | Salvatore (1825-1897) | Salvatore (1825-1897) | Salvatore (1825-1897) | Salvatore (1825-1897) | Salvatore (1825-1897) |                           |                           |                           |                           |                           |                           | Rosa Campisi (2ª moglie) | Rosa Campisi (2ª moglie) | Rosa Campisi (2ª moglie) | Rosa Campisi (2ª moglie) | Rosa Campisi (2ª moglie) | Rosa Campisi (2ª moglie) |                          |                          |                          |                          |                          |                          |         |         |  |  |                    |                    |                    |                    |                    |                    |  |  |                     |                     |                     |                     |                     |                     |  |  |  |  |  |  |  |  |  |  |  |  |  |  |  |  |  |  |  |  |
|  |  |                      |                      |                      |                      |                      |                      |  |  |                    |                    |                        |                    |                    |                    |  |  |                     |                     |                     |                     |                     |                     |  |  |                   |                   | Salvatore (1825-1897) | Salvatore (1825-1897) | Salvatore (1825-1897) | Salvatore (1825-1897) | Salvatore (1825-1897) | Salvatore (1825-1897) |                           |                           |                           |                           |                           |                           | Rosa Campisi (2ª moglie) | Rosa Campisi (2ª moglie) | Rosa Campisi (2ª moglie) | Rosa Campisi (2ª moglie) | Rosa Campisi (2ª moglie) | Rosa Campisi (2ª moglie) |                          |                          |                          |                          |                          |                          |         |         |  |  |                    |                    |                    |                    |                    |                    |  |  |                     |                     |                     |                     |                     |                     |  |  |  |  |  |  |  |  |  |  |  |  |  |  |  |  |  |  |  |  |
|  |  |                      |                      |                      |                      |                      |                      |  |  |                    |                    |                        |                    |                    |                    |  |  |                     |                     |                     |                     |                     |                     |  |  |                   |                   |                       |                       |                       |                       |                       |                       |                           |                           |                           |                           |                           |                           |                          |                          |                          |                          |                          |                          |                          |                          |                          |                          |                          |                          |         |         |  |  |                    |                    |                    |                    |                    |                    |  |  |                     |                     |                     |                     |                     |                     |  |  |  |  |  |  |  |  |  |  |  |  |  |  |  |  |  |  |  |  |
|  |  |                      |                      |                      |                      |                      |                      |  |  |                    |                    |                        |                    |                    |                    |  |  |                     |                     |                     |                     |                     |                     |  |  |                   |                   |                       |                       |                       |                       |                       |                       |                           |                           |                           |                           |                           |                           |                          |                          |                          |                          |                          |                          |                          |                          |                          |                          |                          |                          |         |         |  |  |                    |                    |                    |                    |                    |                    |  |  |                     |                     |                     |                     |                     |                     |  |  |  |  |  |  |  |  |  |  |  |  |  |  |  |  |  |  |  |  |
|  |  |                      |                      |                      |                      |                      |                      |  |  |                    |                    |                        |                    |                    |                    |  |  |                     |                     |                     |                     |                     |                     |  |  |                   |                   |                       |                       |                       |                       |                       |                       |                           |                           |                           |                           |                           |                           |                          |                          |                          |                          |                          |                          |                          |                          |                          |                          |                          |                          |         |         |  |  |                    |                    |                    |                    |                    |                    |  |  |                     |                     |                     |                     |                     |                     |  |  |  |  |  |  |  |  |  |  |  |  |  |  |  |  |  |  |  |  |
|  |  |                      |                      |                      |                      |                      |                      |  |  |                    |                    |                        |                    |                    |                    |  |  |                     |                     |                     |                     |                     |                     |  |  |                   |                   |                       |                       |                       |                       |                       |                       |                           |                           |                           |                           |                           |                           |                          |                          |                          |                          |                          |                          |                          |                          |                          |                          |                          |                          |         |         |  |  |                    |                    |                    |                    |                    |                    |  |  |                     |                     |                     |                     |                     |                     |  |  |  |  |  |  |  |  |  |  |  |  |  |  |  |  |  |  |  |  |
|  |  |                      |                      |                      |                      |                      |                      |  |  |                    |                    |                        |                    |                    |                    |  |  |                     |                     |                     |                     |                     |                     |  |  |                   |                   |                       |                       |                       |                       |                       |                       |                           |                           |                           |                           |                           |                           |                          |                          |                          |                          |                          |                          |                          |                          |                          |                          |                          |                          |         |         |  |  |                    |                    |                    |                    |                    |                    |  |  |                     |                     |                     |                     |                     |                     |  |  |  |  |  |  |  |  |  |  |  |  |  |  |  |  |  |  |  |  |
|  |  | Giuseppe (1863-1940) | Giuseppe (1863-1940) | Giuseppe (1863-1940) | Giuseppe (1863-1940) | Giuseppe (1863-1940) | Giuseppe (1863-1940) |  |  | Angelo (1865-1910) | Angelo (1865-1910) | Angelo (1865-1910)     | Angelo (1865-1910) | Angelo (1865-1910) | Angelo (1865-1910) |  |  | Quirino (1871-1957) | Quirino (1871-1957) | Quirino (1871-1957) | Quirino (1871-1957) | Quirino (1871-1957) | Quirino (1871-1957) |  |  | Dante (1874-1955) | Dante (1874-1955) | Dante (1874-1955)     | Dante (1874-1955)     | Dante (1874-1955)     | Dante (1874-1955)     |                       |                       | Fabio Massimo (1875-1934) | Fabio Massimo (1875-1934) | Fabio Massimo (1875-1934) | Fabio Massimo (1875-1934) | Fabio Massimo (1875-1934) | Fabio Massimo (1875-1934) |                          |                          |                          |                          |                          |                          | Dorina Corso (1876-1965) | Dorina Corso (1876-1965) | Dorina Corso (1876-1965) | Dorina Corso (1876-1965) | Dorina Corso (1876-1965) | Dorina Corso (1876-1965) |         |         |  |  | Elvira (1877–1944) | Elvira (1877–1944) | Elvira (1877–1944) | Elvira (1877–1944) | Elvira (1877–1944) | Elvira (1877–1944) |  |  | Emilia              | Emilia              | Emilia              | Emilia              | Emilia              | Emilia              |  |  |  |  |  |  |  |  |  |  |  |  |  |  |  |  |  |  |  |  |
|  |  | Giuseppe (1863-1940) | Giuseppe (1863-1940) | Giuseppe (1863-1940) | Giuseppe (1863-1940) | Giuseppe (1863-1940) | Giuseppe (1863-1940) |  |  | Angelo (1865-1910) | Angelo (1865-1910) | Angelo (1865-1910)     | Angelo (1865-1910) | Angelo (1865-1910) | Angelo (1865-1910) |  |  | Quirino (1871-1957) | Quirino (1871-1957) | Quirino (1871-1957) | Quirino (1871-1957) | Quirino (1871-1957) | Quirino (1871-1957) |  |  | Dante (1874-1955) | Dante (1874-1955) | Dante (1874-1955)     | Dante (1874-1955)     | Dante (1874-1955)     | Dante (1874-1955)     |                       |                       | Fabio Massimo (1875-1934) | Fabio Massimo (1875-1934) | Fabio Massimo (1875-1934) | Fabio Massimo (1875-1934) | Fabio Massimo (1875-1934) | Fabio Massimo (1875-1934) |                          |                          |                          |                          |                          |                          | Dorina Corso (1876-1965) | Dorina Corso (1876-1965) | Dorina Corso (1876-1965) | Dorina Corso (1876-1965) | Dorina Corso (1876-1965) | Dorina Corso (1876-1965) |         |         |  |  | Elvira (1877–1944) | Elvira (1877–1944) | Elvira (1877–1944) | Elvira (1877–1944) | Elvira (1877–1944) | Elvira (1877–1944) |  |  | Emilia              | Emilia              | Emilia              | Emilia              | Emilia              | Emilia              |  |  |  |  |  |  |  |  |  |  |  |  |  |  |  |  |  |  |  |  |
|  |  |                      |                      |                      |                      |                      |                      |  |  |                    |                    |                        |                    |                    |                    |  |  |                     |                     |                     |                     |                     |                     |  |  |                   |                   |                       |                       |                       |                       |                       |                       |                           |                           |                           |                           |                           |                           |                          |                          |                          |                          |                          |                          |                          |                          |                          |                          |                          |                          |         |         |  |  |                    |                    |                    |                    |                    |                    |  |  |                     |                     |                     |                     |                     |                     |  |  |  |  |  |  |  |  |  |  |  |  |  |  |  |  |  |  |  |  |
|  |  |                      |                      |                      |                      |                      |                      |  |  |                    |                    |                        |                    |                    |                    |  |  |                     |                     |                     |                     |                     |                     |  |  |                   |                   |                       |                       |                       |                       |                       |                       |                           |                           |                           |                           |                           |                           |                          |                          |                          |                          |                          |                          |                          |                          |                          |                          |                          |                          |         |         |  |  |                    |                    |                    |                    |                    |                    |  |  |                     |                     |                     |                     |                     |                     |  |  |  |  |  |  |  |  |  |  |  |  |  |  |  |  |  |  |  |  |
|  |  |                      |                      |                      |                      |                      |                      |  |  |                    |                    |                        |                    |                    |                    |  |  |                     |                     |                     |                     |                     |                     |  |  |                   |                   |                       |                       |                       |                       |                       |                       |                           |                           |                           |                           |                           |                           |                          |                          |                          |                          |                          |                          |                          |                          |                          |                          |                          |                          |         |         |  |  |                    |                    |                    |                    |                    |                    |  |  |                     |                     |                     |                     |                     |                     |  |  |  |  |  |  |  |  |  |  |  |  |  |  |  |  |  |  |  |  |
|  |  |                      |                      |                      |                      |                      |                      |  |  |                    |                    | Sara Amato (1884-1968) |                    |                    |                    |  |  |                     |                     |                     |                     |                     |                     |  |  |                   |                   |                       |                       |                       |                       |                       |                       |                           |                           |                           |                           |                           |                           |                          |                          |                          |                          |                          |                          |                          |                          |                          |                          |                          |                          |         |         |  |  |                    |                    |                    |                    |                    |                    |  |  |                     |                     |                     |                     |                     |                     |  |  |  |  |  |  |  |  |  |  |  |  |  |  |  |  |  |  |  |  |
|  |  |                      |                      |                      |                      |                      |                      |  |  |                    |                    |                        |                    |                    |                    |  |  |                     |                     |                     |                     |                     |                     |  |  |                   |                   |                       |                       |                       |                       |                       |                       |                           |                           |                           |                           |                           |                           |                          |                          |                          |                          |                          |                          |                          |                          |                          |                          |                          |                          |         |         |  |  |                    |                    |                    |                    |                    |                    |  |  |                     |                     |                     |                     |                     |                     |  |  |  |  |  |  |  |  |  |  |  |  |  |  |  |  |  |  |  |  |
|  |  |                      |                      |                      |                      |                      |                      |  |  |                    |                    |                        |                    |                    |                    |  |  |                     |                     |                     |                     |                     |                     |  |  |                   |                   |                       |                       |                       |                       |                       |                       |                           |                           |                           |                           |                           |                           |                          |                          |                          |                          |                          |                          |                          |                          |                          |                          |                          |                          |         |         |  |  |                    |                    |                    |                    |                    |                    |  |  |                     |                     |                     |                     |                     |                     |  |  |  |  |  |  |  |  |  |  |  |  |  |  |  |  |  |  |  |  |
|  |  |                      |                      |                      |                      |                      |                      |  |  |                    |                    |                        |                    |                    |                    |  |  | Angelo (1910-2007)  | Angelo (1910-2007)  | Angelo (1910-2007)  | Angelo (1910-2007)  | Angelo (1910-2007)  | Angelo (1910-2007)  |  |  |                   |                   |                       |                       |                       |                       | Rosina                | Rosina                | Rosina                    | Rosina                    | Rosina                    | Rosina                    |                           |                           | Salvatore                | Salvatore                | Salvatore                | Salvatore                | Salvatore                | Salvatore                |                          |                          | Luciano                  | Luciano                  | Luciano                  | Luciano                  | Luciano | Luciano |  |  | Maria              | Maria              | Maria              | Maria              | Maria              | Maria              |  |  | Ettore (1906-1938?) | Ettore (1906-1938?) | Ettore (1906-1938?) | Ettore (1906-1938?) | Ettore (1906-1938?) | Ettore (1906-1938?) |  |  |  |  |  |  |  |  |  |  |  |  |  |  |  |  |  |  |  |  |